# Tabatha
 (février 2023).
Si vous disposez d'ouvrages ou d'articles de référence ou si vous connaissez des sites web de qualité traitant du thème abordé ici, merci de compléter l'article en donnant les références utiles à sa vérifiabilité et en les liant à la section « Notes et références ».
Pour les articles homonymes, voir Tabatha (homonymie) et Tabitha (homonymie).
Tabatha (Tabitha) est une série télévisée américaine, en treize épisodes de 25 minutes créée par Jerry Mayer et diffusée entre le 26 avril 1976 et le 14 janvier 1978 sur le réseau ABC.
En France, la série a été diffusée à partir du 13 mai 2000 sur Série Club.

## Synopsis
Spin-off de Ma sorcière bien-aimée, cette série met en scène Tabatha, la fille de Samantha et de Jean-Pierre, sorcière célibataire conduisant une Coccinelle jaune. À ses côtés, son frère Adam (qui est devenu l'aîné par un pur miracle) est un simple mortel et tente de la convaincre de ne pas se servir de la magie. Sa tante Minerva, arrivée de nulle part, est censée être l'équivalent d'Endora et encourage Tabatha dans sa voie.

## Distribution
- Lisa Hartman : Tabatha Stephens
- Robert Urich : Paul Thurston
- Mel Stewart : Marvin Decker
- David Ankrum : Adam Stephens
- Karen Morrow (en) : Tante Minerva

## Épisodes
1. Titre français inconnu (Tabatha) [1](premier pilote)
2. Titre français inconnu (Tabitha) (deuxième pilote)
3. Titre français inconnu (Tabitha's Weighty Problem)
4. Titre français inconnu (Halloween Show)
5. Titre français inconnu (A Star is Born)
6. Titre français inconnu (Minerva Goes Straight)
7. Titre français inconnu (Mister Nice Guy)
8. Titre français inconnu (Arrival of Nancy)
9. Titre français inconnu (Tabitha's Triangle)
10. Titre français inconnu (That New Black Magic)
11. Titre français inconnu (What's Wrong with Mister Right?)
12. Titre français inconnu (Paul Goes to New York)
13. Titre français inconnu (Tabitha's Party)